# 貴山侑哉
貴山 侑哉（たかやま ゆうや、1965年11月8日 - ）は、日本の俳優である。神奈川県横浜市出身。血液型はA型。身長182cm。株式会社ノックアウト所属。元妻は漫画家の内田春菊（離婚後も6年間は事実婚状態であった）、娘は女優・エッセイストの紅甘。

## 出演

### テレビドラマ
- 土曜ワイド劇場（テレビ朝日）
  - 魔性の殺人 幽霊からの脅迫電話!? 軽井沢夫人は二度死ぬ（1993年10月16日）
  - 殺意を抱く女たち 第3話「殺人ツアーへようこそ」（1995年11月4日）
  - タクシードライバーの推理日誌
    - (7)真夜中の殺人招待状! 夢を捨てた女の危険な誘惑…（1997年1月11日）
    - (8)愛と死の殺人迷路 東京 - 新潟350kmを死体が走った?!（1998年1月10日）

  - 新・警視庁女性捜査班(1)私の夫が人を殺した…人生相談で殺された女（2006年6月10日）
  - 100の資格を持つ女〜ふたりのバツイチ殺人捜査〜(2)（2009年6月27日）
- 新春5時間時代劇スペシャル 独眼竜の野望!伊達政宗（1993年1月3日、テレビ朝日）
- 金曜エンタテインメント（フジテレビ）
  - 人間ドキュメント 夏目雅子物語（1993年12月3日、フジテレビ）
  - 音の犯罪捜査官・響奈津子
    - (1)いたずら電話殺人事件 留守録に残された謎のメッセージ（1996年3月1日）
    - (2)盗聴殺人事件 ストーカーから届けられたテープは過去からの挑戦状!!（1997年3月14日）
    - (3)呪いのテープ殺人事件 謎のカセットに隠れた身元不明死体の叫び声!!（1999年8月13日）
    - (4)時効成立20日前 - 死者に殺された男 -（2001年5月11日）

  - 浅見光彦シリーズ
    - (5)別府・姫島殺人事件（1997年12月19日）
    - (9)斎王の葬列（1999年10月8日）

  - 課長島耕作(4)ヒット曲の合間から聞こえる "人殺し" の叫び声…歌い手の女優にかけられた恐怖の殺人呪いとは!?（1998年12月4日）
  - せつない探偵 柚木草平の殺人レポート(IV) 遺産相続をめぐる殺人事件と愛した女性の15年間の謎（2000年8月18日）
  - 外科医 鳩村周五郎 闇のカルテII（2006年7月28日）
- 上品ドライバー4 「駐車」（1994年10月6日、フジテレビ）
- 女の大追跡ドラマスペシャル 恋人みたいに泣かないで（1995年10月5日、テレビ朝日）
- 火曜サスペンス劇場（日本テレビ）
  - 取調室(2)動機なき殺人?県警捜査本部が難攻不落の知能犯に挑んだ十二日間（1995年7月18日）
  - 九門法律相談所(5)飛べない小鳥たち〜ホステス殺人に絡んだ三組の親と子の不思議〜（1996年6月11日）
  - 当番弁護士・北条桜子（2005年9月13日）
- 月曜ドラマスペシャル（TBSテレビ）
  - 夏樹静子旅情サスペンス 殺意の証明（1995年6月5日）
  - 名探偵キャサリン(1)ヘアデザイナー殺人事件（1996年4月22日）
  - 誰かが私を愛してる（1997年11月17日）
  - 漫画家・真行寺華美の殺人レシピ(1)（1999年5月10日）
- 正月時代劇「命捧げ候〜夢追い坂の決闘〜」（1996年1月3日、NHK）
- 愛の劇場（TBSテレビ）
  - ママは大ピンチ!!（1996年1月 - 2月）
  - 空への手紙（1999年6月 - 7月）
- 君と出逢ってから（1996年4月 - 7月、TBSテレビ）
- 超光戦士シャンゼリオン 第13話（1996年6月26日、テレビ東京） - セールスマン/闇生物インシュラー 役
- BS日曜ドラマ 海峡（1997年4月、NHK-BS2）
- 美味しんぼ4（1997年10月8日、フジテレビ）
- 踊る大捜査線 歳末特別警戒スペシャル（1997年12月30日、フジテレビ） - 細川典文 役
- ショムニ（フジテレビ）
  - 第1シリーズ 第12話（1998年7月1日）
  - 第2シリーズ 第12話（2000年6月28日）
- ミステリースペシャル その男の恐怖（1998年9月29日、フジテレビ）
- 世にも奇妙な物語 '99春の特別編「協力者」（1999年3月31日、フジテレビ）
- 金曜時代劇 しくじり鏡三郎 第4話（1999年4月23日、NHK）
- 日曜劇場 催眠 第6話（2000年8月13日、TBSテレビ）
- HATU ハーツ〜ヴァンパイアシンドローム（2002年、テレビ神奈川）
- 連続女優殺人事件（2002年1月、日本テレビ）
- 新・天までとどけ パート3（2002年4月 - 6月、TBSテレビ）
- 女と愛とミステリー（BSジャパン）
  - 湯けむり殺人案内 なんにも専務の名推理（2003年1月5日）
  - 密会の宿(2)（2004年6月6日）
- 女医・優〜青空クリニック〜（2004年6月 - 9月、東海テレビ／フジテレビ）
- 木曜ドラマ 南くんの恋人（2004年7月 - 9月、テレビ朝日）
- 土曜ミッドナイトドラマ吉祥天女 第7-9話（2006年6月3日・6月10日・6月17日、テレビ朝日）
- 月曜ゴールデン（TBSテレビ）
  - 占い師みすず 事件は運命の彼方に
    - (1)（2006年6月5日）- 伊達祐樹 役
    - (2)（2007年5月21日）
    - (3)（2008年6月23日）
- 金曜時代劇 柳生十兵衛七番勝負 第3話（2007年4月19日、NHK）
- セクシーボイスアンドロボ 第4話（2007年5月1日、日本テレビ）
- MR.BRAIN 第4話・5話（2009年6月13日・20日、TBSテレビ） - 木下庄治 役
- サギ師 リリ子 第51話 - 55話（2009年3月16日 - 20日、テレビ東京） - 中村宏一 役
- 警視庁継続捜査班 第5話（2010年8月19日、テレビ朝日） - 横山 役
- 相棒 season9 第3話「最後のアトリエ」（2010年11月10日、テレビ朝日）- 三木昌弘 役
- さよならぼくたちのようちえん（2011年3月30日、日本テレビ）
- 妖怪人間ベム 最終話（2011年12月24日、日本テレビ） - 長谷川智樹 役
- Answer〜警視庁検証捜査官 第6話（2012年5月23日、テレビ朝日） - 岩間竜司 役
- テレビ朝日開局55周年記念 黒澤明ドラマスペシャル 野良犬（2013年1月19日、テレビ朝日）
- A LIFE〜愛しき人〜（2017年、TBS） - 萩原外科部長 役
- anone（2018年、日本テレビ）- 紙野幸太郎
- 日曜ワイド「西村京太郎トラベルミステリー69」（2018年）‐ 中山正昭
- イチケイのカラス（2021年、フジテレビ） - 益子検事 役
- トリリオンゲーム 第1話（2023年、TBS） - 面接官 役

### 映画
- Zero WOMAN R 警視庁0課の女/欲望の代償（2007年）
- 麻雀飛翔伝 哭きの竜（1995年）
- スーパースキャンダル（1996年）
- キッズ・リターン（1996年）
- レディープラスティック（2001年）
- 赤目四十八瀧心中未遂（2003年）
- 実写版まいっちんぐマチコ先生 THE MOVIE 〜OH!コスプレ大作戦〜（2004年）
- kiss me or kill me（2005年）
- YUMENO（2005年） - 菊池 役
- 日本沈没（2006年）
- カインの末裔（2007年）
- 蟹工船（2009年） - 中佐 役
- USB（2009年）
- 吸血少女対少女フランケン（2009年）
- 踊る大捜査線シリーズ
  - 踊る大捜査線 THE MOVIE3 ヤツらを解放せよ!（2010年） - 細川典文 役
  - 踊る大捜査線 THE FINAL 新たなる希望（2012年） - 細川典文 役
- アウトレイジ（2010年） - 山本刑事 役
  - アウトレイジ ビヨンド（2012年） - 山本刑事役
- 君へのメロディー（2010年） - 川野先 生役
- お前の母ちゃんBitch!（2010年）
- 白夜行（2011年）
- 姉妹狂艶(2011年、東ヨーイチ監督（東陽一）) - 矢部明 役
- つぐない〜新宿ゴールデン街の女〜（2014年、いまおかしんじ監督）
- 帰れない三人 快感は終わらない（2015年、いまおかしんじ監督） - 近藤俊介 役
- ベトナムの風に吹かれて（2015年） - 桜木光敏 役[3]
- 白鳥麗子でございます! THE MOVIE（2016年） - 秋本幸作 役
- ユリゴコロ（2017年） - 亮介の父 役
- D5/5人の探偵（2018年） - 瀬川 役
- うさぎのおやこ（2024年）[4]

### CF
- カルピス「ペプチドウォーター」（2005年）

### 舞台
- キャバレー物語
- 血の婚礼
- にごり江
- ローリング・ストーン NODA・MAP
- 寝盗られ宗介
- ポロロッカ〜大逆流〜
- ラフカット2001〜花もようのシーツ〜
- 真昼の大回転
- 鈴木の大地